# Sesc Interlagos

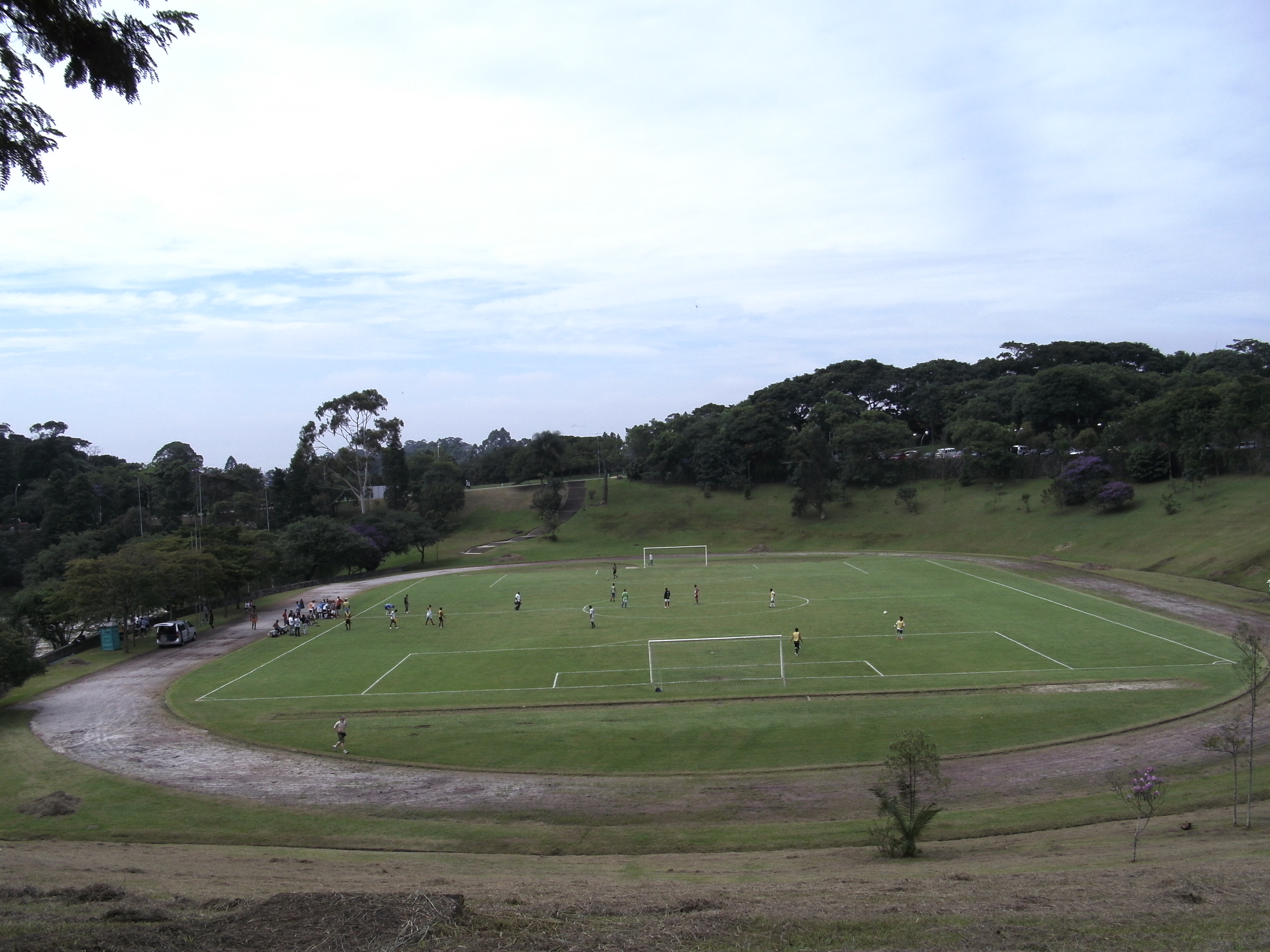
Campo gramado

O Sesc Interlagos foi inaugurado no dia 30 de outubro de 1975, como uma das unidades campestres do SESC de São Paulo. É uma construção pioneira de preservação ambiental em São Paulo, com a permanência de vegetação nativa.